# تأثير المدخنة
تأثير المدخنة هي حركة الهواء داخل وخارج المباني والمداخن ومداخن الغازات وأي أماكن احتواء أُخري نتيجة لطفو الهواء. ويحدث الطفو نتيجة لاختلاف الكثافة بين الهواء في الداخل والخارج نتيجة لاختلاف درجات الحرارة والرطوبة، والناتج إما أن يكون طفو بقيمة موجبة أو بقيمة سالبة، وكلما كان الفرق الحراري أكبر وكلما زاد ارتفاع المبني كلما زادت قوة الطفو لك وبالتالي يزيد تأثير المدخنة بالتبعية. ويُشار إلي تأثير المدخنة ب«تأثير السَحب» ويُساعد في عمل التهوية الداخلية والإشعال في عمليات الاحتراق.

## تأثير المدخنة في المباني
نتيجة لأن المباني ليست معزولة بشكل كامل (حيث يكون دائمًا هناك تسريب طفيف)، فإن تأثير المدخنة يُسبب تسريب للهواء، ففي موسم التدفئة حيث الحرارة مرتفعة يرتفع الهواء الدافئ بداخل المنازل والمباني لأعلي نتيجة لانخفاض كثافته ويهرب خلال فتحات التهوية أو النوافذ أو من خلال فتحات أُخري في السقف مثل المراوح ومصادر الإضاءة، وارتفاع الهواء الساخن لإعلي يسبب انخفاضا في الضغط في قاع المبني أو المنزل مما يعمل علي سحب هواء بارد من الخارج خلال الأبواب أو النوافذ أو أي فتحات أُخري، بينما في موسم التبريد يتم عكس تأثير المدخنة لكنه يكون أقل قيمة وتأثيرًا نتيجة لانخفاض الفرق بين درجات الحرارة.
في الأبراج الشاهقة وناطحات السحاب التي تكون معزولة بشكل جيد فإن تأثير المدخنة يُسبب فرق في الضغط ملحوظ وكبير بشكل أوجب المصميمن علي أخذه في الاعتبار أثناء تصميم المباني. السلالم والمصاعد ومثيلتها وأماكن العزل من الحرائق من الممكن أن يحدث بها تأثير المدخنة خصوصًا في حالات الحرائق لذلك يجب وضعه في الاعتبار للتحكم به لمنع انتشار الدخان والحريق ولتهيئة ظروف مناسبة للناجين والفارّين من الحريق حتي يتم إنقاذهم.

## تأثير المدخنة في مداخن الغازات والمداخن

تأثير المدخنة في المداخن:القياسات تُمثل ضغط الهواء المطلق وسريان الهواء يُستدل به بالمؤشرات ذات اللون الرمادي الفاتح، وتدور المؤشرات باتجاه عقارب الساعة بزيادة الضغط

احتراق عوادم الغازات داخل مدخنة الغازات يسبب ارتفاع درجات الحرارة لتُصبح أكبر من درجة حرارة الهواء بالخارج وبالتالي تكون أقل كثافة من الهواء المحيط، وهذا ينتج عنه أن قاع العمود الرأسي للغازات يكون له ضغط منخفض بالمقارنة بقاع العمود الرأسي للهواء الخارجي، وبالتالي يتسبب الضغط المرتفع هذا في اندفاع الهواء داخل منطقة الاحتراق وأيضًا يقوم بدفع الغازات إلي أعلي وخارج المدخنة، وتلك الحركة أو سريان هواء الاحتراق وعوادم الغازات يسمي «بالسحب الطبيعي» أو «تأثير السَحب» أو «تأثير المدخنة»، وكلما كانت المدخنة أطول كلما كان تأثير السَحب أكبر.

## سبب تأثير المدخنة
نتيجة لاختلاف درجات حرارة الهواء الداخلي والهواء الخارجي للمبني فإن ذلك يُسبب اختلافًا في الضغط بين الهواءين، اختلاف الضغط هذا ΔP هو القوة المسببة لتأثير المدخنة ويمُكن حسابها من خلال المعادلة المُعطاة بالأسفل.
ويتم تطبيق المعادلة للمباني فقط عندما يكون الهواء الخارجي هو نفسه الهواء الداخلي، للمباني التي تحتوي علي طابق أو طابقين فإن h يكون هو ارتفاع المبني، بينما إذا كان المبني مُتعدد الطوابق مثل ناطحات السحاب فإن h هي المسافة بين الفتحات عند مستوي الضغط المحايد للمبني وأعلي فتحة في المبني أو الأكثر انخفاضا، ويقوم المرجع بشرح كيف يؤثر مستوي الضعط المحيط علي تأثير المدخنة في المباني المرتفعة أو الشاهقة.
أما بالنسبة لمداخن غازات عوادم الاحتراق حيث يكون الهواء في الخارج بينما يكون في الداخل غازات العوادم فإن المعادلة تُعطينا قيمة تقريبية و h هو الارتفاع الكلي للمدخنة.
{\displaystyle \Delta P=Cah{\bigg (}{\frac {1}{T_{o}}}-{\frac {1}{T_{i}}}{\bigg )}}
بنظام الوحدات الدولي:
| حيث: |                                          |
| ΔP   | = فرق الضغط المتاح بالباسكال             |
| C    | = 0.0342                                 |
| a    | = الضغط الجوي بالباسكال                  |
| h    | = الارتفاع أو الطول بالمتر               |
| To   | = درجة الحرارة الخارجية المطلقة، بالكلفن |
| Ti   | =درجة الحرارة الداخلية المُطلقة بالكلفن   |
بوحدات قياس عرفية أمريكية:
| حيث: |                                              |
| ΔP   | = فرق الضغط المُتاح بالرطل على البوصة المربعة |
| C    | = 0.0188                                     |
| a    | = الضغط الجوي بالرطل على البوصة المربعة      |
| h    | = الارتفاع أو الطول بالقدم                   |
| To   | = درجة الحرارة الخارجية المُطلقة بالرانكن     |
| Ti   | =درجة الحرارة الداخلية المُطلقة بالرانكن      |

## السريان المُستحث
مُعدل سريان السَحب نتيجة لتأثير المدخنة يُمكن حسابه من المُعادلة التالية، ويتم تكبيق المعادلة فقط في المباني عندما يكون الهواء داخل وخارج المبني هو نفس، في المباني ذات الطابق الواحد أو اثنين فإن h هو ارتفاع المبني و A' هي مساحة السريان خلال الفتحات، وبالنسبة للطوابق المتعددة فإن A' هي مساحة السريان خلال الفتحات و h هي المسافة بين مستوي الضغط المُحايد وأعلي أو أقل فتحة ممكن في المبني، والمرجع يوُضح كيف يؤثر مستوي الضغط المُحايد علي تأثير المدخنة في المباني المرتفعة.
أما بالنسبة لمداخن غازات عوادم الاحتراق حيث يكون الهواء في الخارج بينما في الداخل غازات العوادم فإن المعادلة تُعطينا قيمة تقريبية و A' هي المساحة المقطعية للمدخنة و h هو الارتفاع الكلي للمدخنة.
{\displaystyle Q=C\;A\;{\sqrt {2\;g\;h\;{\frac {T_{i}-T_{o}}{T_{i}}}}}}
بنظام الوحدات الدولي:
| حيث: |                                                     |
| Q    | = معدل سريان سَحب تأثير المدخنة بـ m3/s              |
| A    | = مساحة السريان بـ m2                               |
| C    | = معامل التصريف (يتم اعتباره دائمًا بين 0.65 و 0.70) |
| g    | = عجلة الجاذبية 9.81 m/s2                           |
| h    | = الارتفاع أو الطول بالمتر                          |
| Ti   | = درجة الحرارة الداخلية المتوسطة بالكلفن            |
| To   | = درجة الحرارة الخارجية بالكلفن                     |
بوحدات قياس عرفية أمريكية:
| حيث: |                                                        |
| Q    | = معدل سريان سَحب تأثير المدخنة بالقدم المكعب لكل ثانية |
| A    | = المساحة بـ ft2                                       |
| C    | = معامل التصريف (عادة ما تُؤخذ قيمته بين 0.65 و 0.70)   |
| g    | = عجلة الجاذبية بـ 32.17 ft/s2                         |
| h    | = الارتفاع أو الطول بالقدم                             |
| Ti   | =درجة الحرارة الداخلية المتوسطة بالرانكن               |
| To   | = درجة الحرارة الخارجية بالكلفن                        |
وتلك المعادلة السابقة تفترض أن المقاومة لسريان السحب هي نفسها المقاومة خلال الفتحات التي لها معامل تصريف C.